# І-24/7
І-24/7— глобальна телекомунікаційна система Інтерполу, створена у 2003 році, на основі протоколу передачі даних TCP/IP, попередня система використовувала протокол X.400 та була менш гнучкою. Першою країною яка під'єдналась до нової системи була Канада, станом на 2007 р. системою користуються 187 країн.
Головний сервер розташований в Ліоні, Франція.
«…У разі входу до цієї бази працівників будь-якого національного центрального бюро Інтерполу (крім ініціаторів її публікації), електронне повідомлення про факт звернення до тексту картки автоматично скеровується до національного центрального бюро Інтерполу держави, ініціатора її розповсюдження, яке таким чином має змогу відслідковувати, яка держава виявила інтерес до даної особи. Після отримання указаного електронного повідомлення країна-ініціатор запитує національне центральне бюро Інтерполу країни, що зверталась до інформації про особу у Системі автоматичного пошуку інформації „ASF“ для отримання пояснень щодо підстав перегляду інформації та отримання нових відомостей відносно конкретної особи — об'єкта спільних перевірок…»
Національне бюро інтерполу

## Складові системи

### MIND/FIND
Абонентський пункт для виявлення вкрадених чи загублених документів англ. stolen and lost travel documents (SLTD)
FIND — англ. Fixed Interpol Network Database—фіксована система бази даних ІНТЕРПОЛУ, система підключена безпосередньо до Генерального секретаріату ІНТЕРПОЛУ
MIND — англ. Mobile Interpol Network Database— мобільна система бази даних ІНТЕРПОЛУ

### Банк зображень про знущання над дітьми[2]
Складається з понад 520 тис. зображень, за допомогою програмного забезпечення дозволяє відсортувати зображення за фотосесією чи місцем зйомки, з моменту створення допоміг близько 700 жертвам.

### База даних «Розшук терористів»
Дані про 9 тис. осіб від 120 країн

### База даних «Розшук»
База Nominal Data містить інформацію про 178 тис., осіб з них близько 600 надані Україною(включно фотографії, імена, відбитки пальців осіб які перебувають у міжнародному розшуку, зникли без звістки, а також дані про неідентифіковані трупи)
Інтегрована з базою ордерів на арешт Notice, тільки у 2007 році було за допомогою системи було заарештовано 5 тис. осіб перебуваючих в міжнародному розшуку.

### Автоматична дактилоскопічна ідентифікаційна система
Ідентифікує в автоматичному режимі осіб на основі відбитків, поповнюється Національними бюро ІНТЕРПОЛУ за допомогою єдиної форми Interpol fingerprint transmission forms чи за допомогою файлового формату NIST, налічує 80 тис. дактилограм.

### Ідентифікаційна система на основіДНК
Вміщує в себе 77 тис. зразків наданих 47 країнами світу.

### База даних «Загублені та вкрадені документи»
Вміщує в себе дані про 149 млн посвідчень особи наданих 133 країнами (Україною надані дані про близько 61 тис. документів), та 190 тис. інших документів

### База даних «Вкрадені предмети мистецтва»
Дані про близько 32 тис. вкрадених виробів мистецтва. Перелік предметів мистецтва, що знаходяться в розшуку [Архівовано 14 лютого 2017 у Wayback Machine.]

### База даних «Вкрадені транспортні засоби»
занесено 4,7 млн транспортних засобів, Україною внесено дані про близько 11 тис. засобів, ідентифікація відбувається на основі VIN/PIN номера та інш. параметрів

## Розвиток системи в Україні
у 2003 р. у апараті Національного бюро Інтерполу встановлено 2 робочі станції.
у 2008 р. в Україні діє 29 робочих станцій, в перспективі планується встановити станції на всіх прикордонних пропускних пунктах України
(для порівняння: у Румунії встановлено 800 робочих станцій).
Згідно з офіційним сайтом Інтерполу користувачі системи мають миттєвий онлайн доступ (через Національне бюро) до наступних баз даних в Україні: «Особи в розшуку», «Зниклі особи», «Вкрадені транспортні засоби», «Вкрадене майно», «Притягнення до кримінальної відповідальності», «Реєстрація транспортних засобів», «Права водія», через бюро інтерполу в ручному режимі надають також відбитки пальців, фотографії підозрюваних, та дані про тих осіб, які відбувають покарання.